# Роберто Дуран
Роберто Дуран (шп. Roberto Durán; Ел Чорило, 16. јун 1951) је панамски бивши професионални боксер.

## Биографија
Рођен је у панамском градићу Ел Чорилу 16. јуна 1951. године.
Током каријере, држао је више највећих светских наслова у бројним категоријама бокса. Сврставан је више пута (од стране боксерских часописа) мећу десет најбољих боксера свих времена.
О његовој каријери снимљен је филм Руке од камена.

## Галерија
- Роберто Дуран (десно) и књижевник Првослав Вујчић (лево), 1998. године
- Роберто Дуран потписује своју фотографију, 2014. године